# Рыбохозяйственный комплекс России
Рыбохозяйственный комплекс России — отрасль экономики России, связанная с рыболовством, рыбоводством и рыбопереработкой. Отрасль также включает сеть ведомственных научных и образовательных учреждений, специализированные порты, предприятия по изготовлению орудий промысла и технологического оборудования для переработки и хранения продукции, предприятия логистики, профильные СМИ и так далее. Государственным регулятором является Росрыболовство.
Береговая линия Российской Федерации является четвёртой среди самых длинных в мире, после Канады, Гренландии и Индонезии. Россия имеет исключительную экономическую зону (ИЭЗ) в 7,6 млн км², включая доступ к двенадцати морям трёх океанов, а также имеется выход к Каспийскому морю и более двух миллионов рек.
В 2023 году численность занятых в рыбной отрасли достигла 106 994 человек.

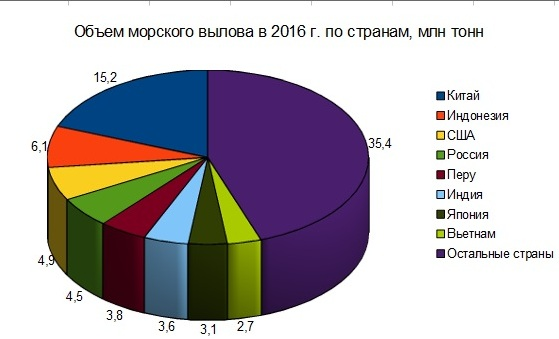
Объём морского рыболовства (без рыбоводства и аквакультуры) в 2016 году по странам

## История
При русских царях рыба обильно подавалась к столу («царской рыбой» считалась ряпушка, добываемая ежегодно в Плещеевом озере в количестве 30 тыс. штук и более). Пётр I издал свыше 200 указов, касающихся рыбного промысла; один из них касался запрета ловли в нерест.
В Российской империи главными регионами вылова рыбы были (1913) Аральское, Каспийское и Чёрное моря. Они составляли 80,2 % всей добычи рыбы страны. Лодки, кунгасы, мелкие парусные суда — основные средства рыбной промышленности этого периода. Организация железнодорожного сообщения способствовала развитию рыбной промышленности.
Быстрому развитию рыбной промышленности в СССР способствовало техническое перевооружение. В довоенный период был создан рыбопромысловый флот. К 1941 г. регионами активной рыбной ловли стали Крайний Север (Баренцево и Белое моря) и Дальний Восток (Охотское, Берингово и Японское моря).
Улов рыбы, млн тонн:
| Регион                          | Улов (1930 г.) | Улов (1940 г.) | Улов (1950 г.) | Улов (1960 г.) | Улов (1970 г.) |
| ------------------------------- | -------------- | -------------- | -------------- | -------------- | -------------- |
| Центральная Атлантика и Балтика | 0,014          | 0,018          | 0,104          | 0,629          | 1,91           |
| Дальний Восток                  | 0,305          | 0,322          | 0,484          | 0,861          | 2,612          |
| Северный                        | 0,062          | 0,218          | 0,285          | 0,797          | 1,303          |
| Черное и Азовское моря          | 0,145          | 0,221          | 0,283          | 0,587          | 1,038          |
| Каспийское море                 | 0,604          | 0,322          | 0,313          | 0,378          | 0,529          |
| Весь СССР                       | 1,129          | 1,101          | 1,469          | 3,252          | 7,392          |

СССР был второй в мире рыбной державой, общий годовой улов рыбы достигал 14 млн.тонн, объём экспорта морепродуктов достигал 4,5 млрд долларов.
Рыбопромысловый флот СССР был первым в мире.
Недорогая сардина иваси, под торговым брендом «сельдь иваси», являлась рыбным символом эпохи социализма. Недорогую сардину успешно «маскировали» под сельдь в известном новогоднем салате.
Во второй половине 80-х годов добыча рыбы в РСФСР превышала 8 млн тонн; это был третий в мире показатель.

### Постсоветский развал отрасли

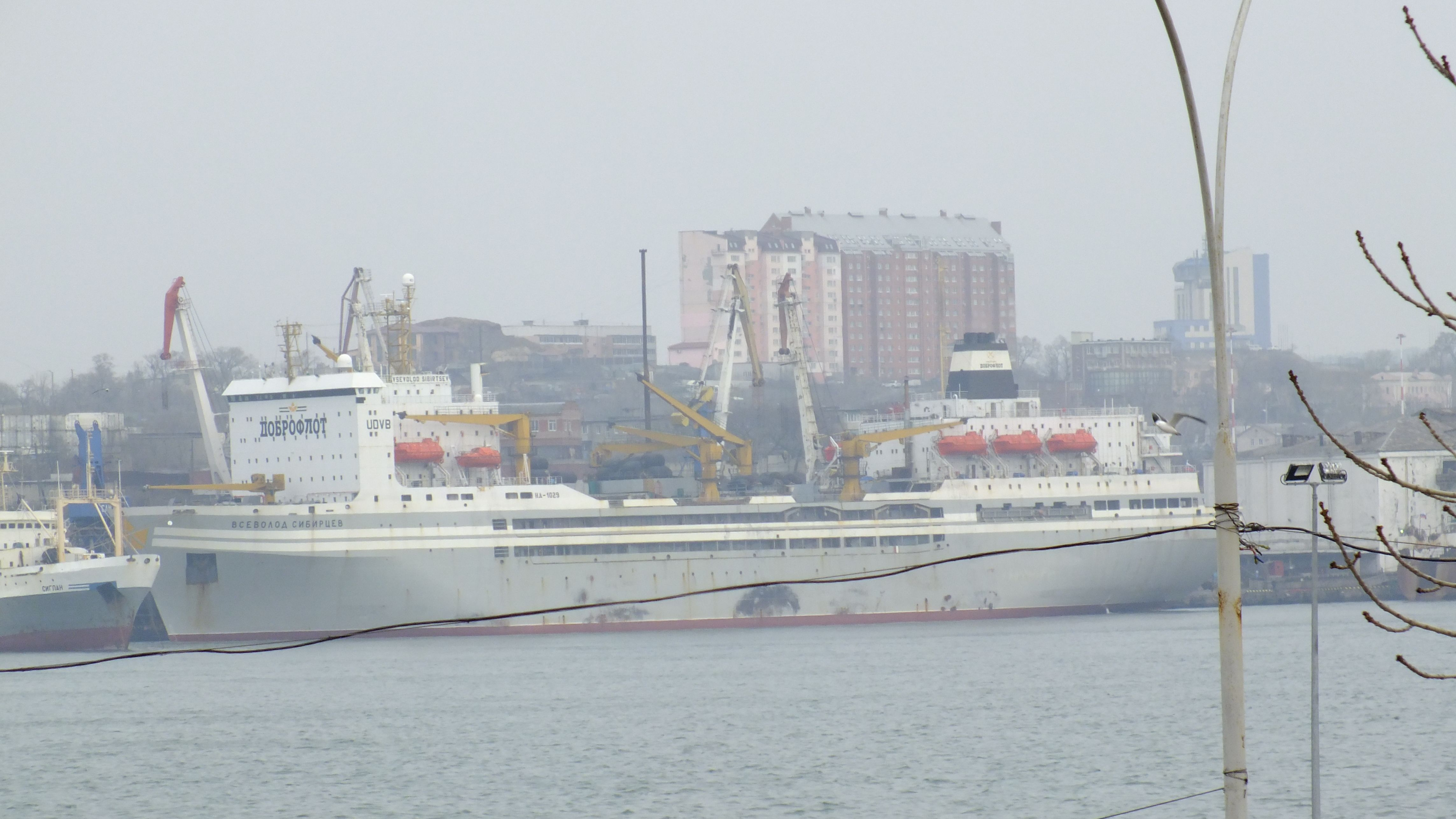
Рыбоконсервная плавучая база «Всеволод Сибирцев» 1989 года постройки. Современный рыбный флот в России располагает лишь несколькими подобными судами вместо многих десятков — в советское время

После распада СССР произошла масштабная приватизация предприятий рыбной отрасли, значительная часть промыслового флота была продана за границу. Нередко промысловые и рыбоперерабатывающие суда в рабочем состоянии продавались на металлолом. Разорились многие береговые перерабатывающие предприятия, стала ветшать портовая и иная логистическая инфраструктура. Сошла на нет промысловая разведка рыбных запасов в отдалённых районах Мирового океана, практически полностью был свернут некогда крупномасштабный экспедиционный океанический лов вдали от российских вод. Основная часть крупнотоннажного флота, ведущего экспедиционный промысел, была продана иностранным компаниями, в том числе на металлолом.
С периода максимумов (конец 1980-х — 1990-й гг.) к середине «нулевых» годов общероссийский вылов сократился примерно втрое. Ситуацию усугублял принцип продажи квот (права на вылов разрешенного ведомственной наукой объема вылова того или иного вида водных биоресурсов) на аукционах. Рыбодобывающие предприятия, приобретавшие доли квот, не имели возможности аккумулировать финансовые средства на обновление флота и производственной базы.
Особую негативную роль сыграло широкомасштабное браконьерство, расцвет которого пришелся на 1990-е-«нулевые» годы. Браконьерский лов вёлся как на любительском, так и промышленном уровне. Предприятия из-за аукционного принципа распределения квот не имели оснований для долговременного планирования своего бизнеса и потому не были заинтересованы в устойчивом состоянии популяций водных биоресурсов. В результате значительная часть компаний включилась в «серый промысел» — без учёта рекомендаций ведомственной науки по сохранению запасов и без отчёта об уловах перед уполномоченными государственными органами (что также способствовало негативному тренду официальной статистики общероссийского вылова).

### Возрождение
В 2004 г. общероссийский вылов достиг исторического минимума с 1960-х годов, а страна опустилась на 12-е место в мировом рейтинге рыбодобывающих держав. В этом году в результате принятия «Закона о рыболовстве и сохранении водных биологических ресурсов» был введён «исторический принцип» распределения квот на вылов водных биоресурсов (ВБР). Он предусматривает закрепление квот на многолетние периоды за хорошо зарекомендовавшими себя предприятиями. В результате у предприятий накапливаются средства на модернизацию флота и производственных мощностей, появляются основания для долгосрочного планирования бизнеса и заинтересованность в устойчивом состоянии рыбных запасов.
Тем не менее в 2010-х более 80 % состава рыбопромыслового флота эксплуатировалось дольше проектного срока. А в качестве «пополнения» в страну ввозились из-за рубежа бывшие в эксплуатации рыболовецкие суда.
В 1991 году российский рыболовный флот составлял 7 тыс. судов; на начало 2020 года этот показатель сократился до 1,9 тыс., в 2019 году 93 % промысловых судов использовались сверх нормативного срока службы.
В 2004 году отрасль достигла своего исторического минимума, впервые за много десятилетий выловив менее 3 млн тонн водных биоресурсов, с 2004 г. нисходящий тренд общероссийского вылова сменился восходящим и в 2018 г. суммарный годовой улов российских рыбаков достиг 5 млн тонн.
В 2016 году Россия вышла на четвёртое место в мире по объемам морского вылова дикой рыбы.
С середины «нулевых» годов государство усилило меры по пресечению браконьерства— как российского, так и иностранного в российских водах. На снижение уровня браконьерства положительно повлиял «исторический принцип» — рыбодобывающие предприятия оказались заинтересованы в «работе по белому», чтобы не лишиться многолетних квот. На снижении браконьерства отразилось также обязательное оснащение добывающих, перерабатывающих и транспортных судов техническими средствами контроля (ТСК), позволяющими отслеживать перемещения.
Валовая добавленная стоимость по отрасли морской деятельности «Рыболовство, рыбоводство» по итогам 2020 года составила 243 млрд руб., или всего 0,3 % ВВП РФ и практически не растет последние пять лет. Средняя норма выхода товарной продукции из водных биологических ресурсов продолжает оставаться на уровне 65 %, что свидетельствует о низкой степени переработки уловов.

## Современное состояние

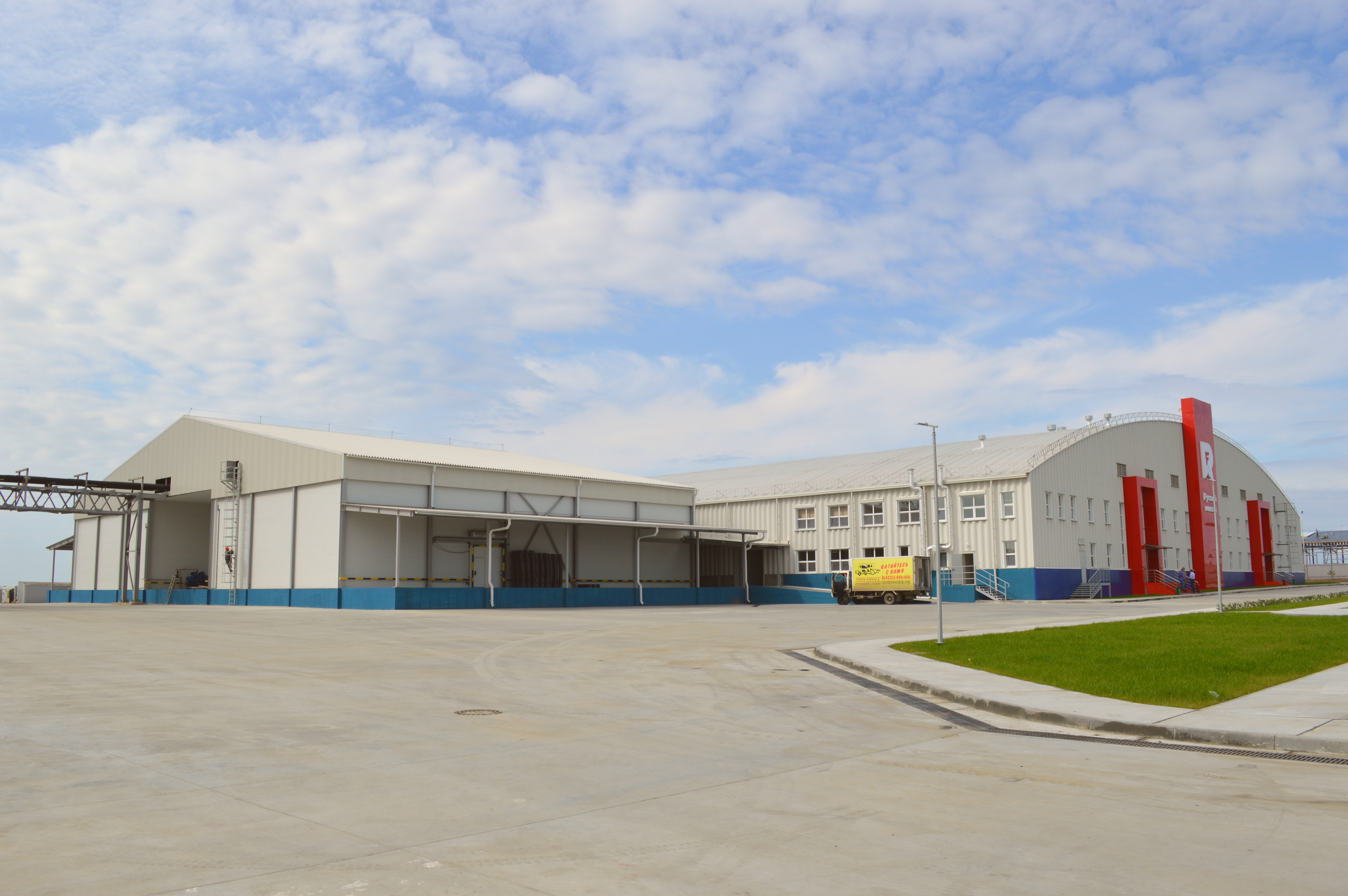
Рыбоперерабатывающий завод «Русский минтай» в Приморском крае, построенный по программе «инвестиционных квот»

Большинство рыбодобывающих и рыбоперерабатывающих предприятий являются частными, объёмы добычи государственными и муниципальными предприятиями — незначительны.
Важной составляющей успешности рыбного бизнеса является доступ предприятий к наиболее рентабельным водным биоресурсам (ВБР), которые находятся в собственности государства. Разрешённые объёмы вылова (квоты) устанавливаются по рекомендациям рыбохозяйственных научных учреждений. На основании прогнозов рыбохозяйственных научных учреждений часть водных биоресурсов распределяется по квотам (когда предприятию разрешают выловить строго лимитированный объём), другая часть распределятся через «возможный вылов», когда предприятия имеют право добывать ВБР до тех пор, пока солидарный с другими предприятиями вылов не достигнет определённого уровня.
В 1990 г. министром иностранных дел СССР Эдуардом Шеварднадзе и госсекретарем США Джеймсом Бейкером подписаны соглашения, которые серьезно влияют на отрасль рыболовства — они разграничивали экономические зоны в континентальном шельфе. Впоследствии по ним рыбакам из России, как правопреемницы СССР, отошло около 20 % запасов Берингова моря, или 400 000 т в год, остальные 80 %, или 1,4 млн т, стали осваивать американские рыбаки. 

Россия входит в Организацию по рыболовству в северо-западной части Атлантического океана (NAFO) — межправительственную организацию, которая регулирует вылов рыбы в северо-западной части Атлантики (туда также входят Дания, Канада, Норвегия, Эстония, Латвия, Литва). В 2010-х российские компании вылавливали в Атлантике менее 50 % от квоты и показатель снижается, что может стать аргументом в пользу конкурентов и потерю квот на вылов.
С конца 2010-х годов в отрасли реализуются новые реформы. В частности, введён механизм «инвестиционных квот», покупатели которых обязуются построить промысловое судно (обязательно на российских верфях) или перерабатывающий завод. Эта реформа повлекла масштабное строительство судов и заводов. 

Также, при активном участии Федеральной антимонопольной службы (ФАС) принято решение о возврате аукционного принципа распределения квот на 50 % лимита на вылов наиболее высокорентабельного вида водных биоресурсов — крабов. Это решение вызвало почти единодушную отрицательную реакцию рыбацкого сообщества. Несмотря на это, в 2020 г. на уровне правительства активно обсуждался вопрос о распространении аукционного принципа на оставшуюся долю крабов и некоторые другие виды водных биоресурсов.
В ответ на санкции, связанные с аннексией Крыма в 2014 г., Россия ввела эмбарго на ввоз продуктов из США и европейских стран, включая рыбу из Норвегии и Исландии, и рыбный импорт упал примерно вдвое по сравнению с объемами, которые Россия завозила в 2013 г.
США весной 2022 года запретили прямые поставки из РФ морепродуктов, выловленных в российских водах;
далее, в декабре 2023 г. власти США выпустили указ, направленный на ужесточение санкций в отношении импорта российских морепродуктов (добытых в российских водах или на судах под российским флагом, независимо от того, были ли такие морепродукты в значительной степени переработаны в третьих странах) — лососе, крабе и треске.
В июне 2022 г. Россия приостановила действие соглашения с Японией по сотрудничеству в области промысла морских живых ресурсов в ответ на заморозку страной ежегодных выплаты по соглашению, заключённому с Японией в 1998 г.; японским рыбакам запрещен промысел у южных Курильских островов.
В октябре 2023 г. Россельхознадзор ограничил импорт рыбы и рыбопродукции в Японию, присоединившись к ограничительным мерам Китая (временно введены с 16 октября, в связи со сбросом воды с АЭС «Фукусима-1» в океан) в отношении поставок рыбы и рыбородукции из Японии.
В 2023 году российским рыбаками было выловлено 5,3 млн т рыбы, — набольший результат за последние 30 лет. Производство лососевой икры достигло почти 22,3 тыс. тонн, впервые за всё время наблюдений Росстата. Уровень самообеспеченности этой продукцией превысил 150 % . Импорт в отрасли составил 606 тыс. тонн. По итогам 2024 года финансовый оборот рыболовных и рыбоводных компаний сократился на треть, снизился объём поставок рыбы на экспорт.
Стратегические планы включают стимулирование внутреннего спроса, развитие аквакультуры (планируется довести производство до 700 тыс. тонн к 2030 году) и расширение перерабатывающих мощностей, что должно снизить зависимость от экспорта и укрепить внутренний рынок .

### Вылов дикой рыбы
| год    | 1991 | 1992 | 1993 | 1994 | 1995 | 1996 | 1997 | 1998 | 1999 | 2000 | 2001 | 2002 | 2003 | 2004 | 2005 | 2006 | 2007 | 2008 | 2009 | 2010 |
| тыс. т | 6966 | 5314 | 4369 | 3543 | 3936 | 4137 | 4108 | 4084 | 4020 | 3776 | 3621 | 3258 | 3285 | 2965 | 3212 | 3264 | 3417 | 3333 | 3728 | 4028 |
| год    | 2011 | 2012 | 2013 | 2014 | 2015 | 2016 | 2017 | 2018 | 2019 | 2020 | 2021 | 2022 | 2023 | 2024 | 2025 | 2026 | 2027 | 2028 | 2029 | 2030 |
| тыс. т | 4265 | 4270 | 4297 | 4235 | 4493 | 4812 | 4774 | 5110 | 4983 | 4975 | 5061 | 4920 | 5300 | 4883 |      |      |      |      |      |      |

## Потребление
Потребление рыбопродукции в год на душу населения возрастает. Так в 2006 году данный показатель составлял 13,1 кг, в 2007 году — 13,9 кг, в 2008 году — 14,6 кг, в 2009 году — 15,0 кг, в 2010 году — 15,5 кг.
Потребление рыбы в России в 2024 году выросло на 18% по сравнению с 2022 годом и составило 22,7 кг на человека в год. Объем рыбного рынка 3,3 млн тонн (в весе сырца) и 1,5 трлн руб. Потребление форели за пять лет выросло на 70%, на форель приходится порядка 6% (в весе сырца) и около 20% в денежном выражении.
В 2024 году, по информации главы Росрыболовства Ильи Шестакова, потребление рыбы выросло по сравнению с 2023 годом на 1 кг и составило 23,5 кг на человека. Самообеспеченность рыбой и рыбной продукцией увеличилась до 138%. При том, что согласно Доктрине продовольственной безопасности, целевой показатель по обеспеченностью рыбой — 85%.

## Экспорт
В 2019 году Россия увеличила поставки рыбы за рубеж на 6,3 % (до 4,5 млрд долларов), но по весу поставки снизились на 3,7 % (до 1,7 миллиона тонн), из них 1,2 миллиона тонн купил Китай.
В 2020 г. Китай, закупавший примерно 70 % всей рыбы, идущей на экспорт из России, резко сократил объёмы закупок в связи с пандемией коронавируса, закрыв, в частности, доступ к порту Далянь (порт до этого момента был единственным открытым для поставок российской рыбной продукции в Китай). Росрыболовство перенаправило поставки в Японию и Южную Корею.
В 2022 году РФ по данным Всероссийской ассоциации рыбопромышленников экспортировала в Китай 937,3 тыс. тонн рыбной продукции, что в полтора раза больше чем в предыдущем году. Япония и Южная Корея вошли в первую тройку импортеров рыбной продукции из России. В эти страны в общей сложности было поставлено 1,667 млн тонн — на 1,25 % больше чем в 2021 году. Суммарный экспорт в Китай, Южную Корею и Японию в 2022 году составил 370,9 млрд рублей.

## Отраслевая наука

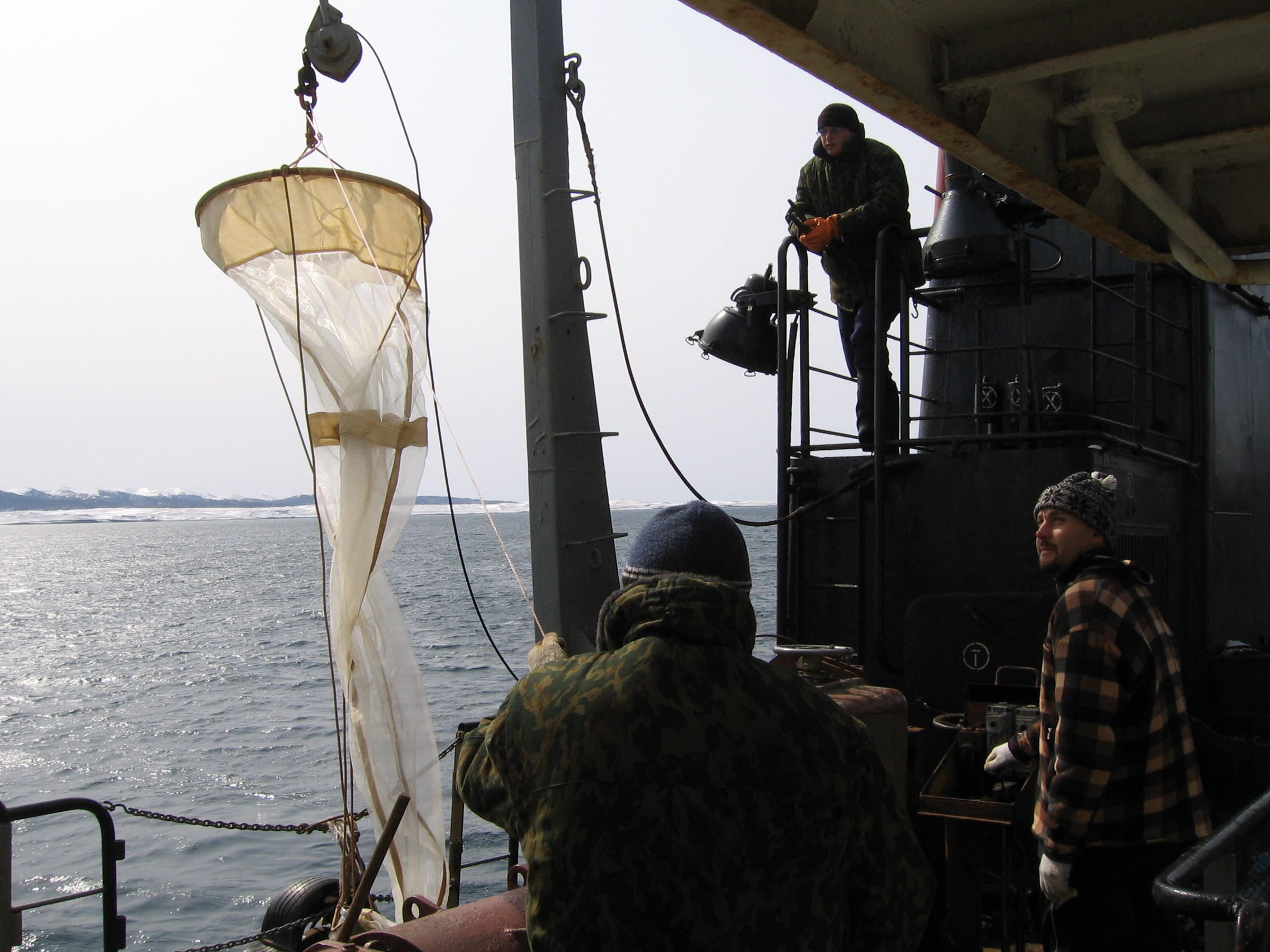
Исследования ихтиопланктона в Охотском море, научно-исследовательское судно ТИНРО «Профессор Кагановский»

До 2019 года рыбохозяйственная наука была представлена сетью научно-исследовательских институтов, не входящих в систему Российской академии наук, а подчинённых непосредственно Росрыболовству. В 2019 году все отраслевые НИИ с целью «оптимизации расходов» были влиты во Всероссийский научно-исследовательский институт рыбного хозяйства и океанографии (ВНИРО), получив статус филиалов ВНИРО. В 2019 году после объединения во ВНИРО насчитывалось 28 филиалов с общей численностью более 5 тыс. сотрудников, в том числе 682 кандидата и доктора наук.
В задачи отраслевой науки входит мониторинг состояния запасов водных биоресурсов, разведка возможных новых объектов промысла, разработка технологий лова, переработки и хранения рыбопродукции. Ключевой задачей рыбохозяйственной науки является выработка ежегодных рекомендаций по разрешённому объему вылова водных биоресурсов — так, чтобы не подорвать природные популяции.

## Подготовка кадров
Отраслевая система подготовки кадров, подведомственная Росрыболовству, в 2019 году включала 5 ВУЗов, имеющих 9 филиалов — в основном, учреждений среднего профессионального образования. В 2020 г. в ведомственные образовательные учреждения поступили 7,8 тыс. человек (из них 5,2 тыс. человек — на обучение за счет средств федерального бюджета).
Общее количество обучающихся в 2020 г. составило 36,9 тыс. человек (из них 19,8 тыс. — на бюджетных местах).